# Wustrow (półwysep)
Półwysep Wustrow w Meklemburgii-Pomorzu Przednim. Położony na Bałtyku, tzw. "zakazany półwysep", głównym powodem takiej nazwy było to, że do tej pory wstęp tam był możliwy jedynie za specjalną zgodą. Od 1998 teren prywatny.

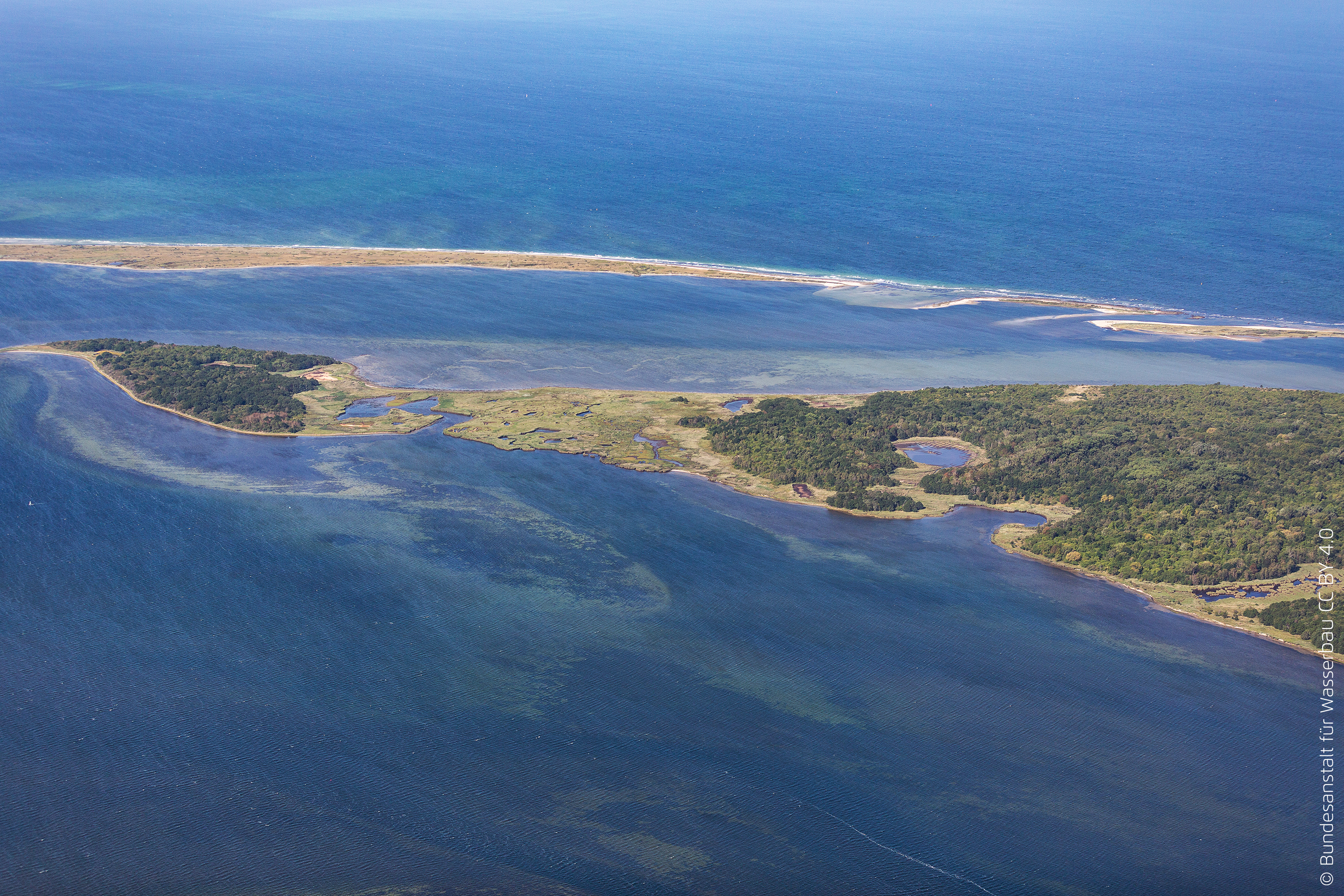
Półwysep Wustrow

## Historia
Półwysep Wustrow, w Meklemburgii-Pomorzu Przednim to półwysep pełny burzliwej historii, związanej z obecnością na tym terenie Wehrmachtu w latach 1933 - 1945 a później armii radzieckiej w latach 1945 -1993. Teren ten otaczają wysokie ogrodzenia, a do półwyspu prowadzi jednopasmowa, wąska droga, na końcu której od 20 lat stoi szlaban. Zabudowania dawnych koszar wojskowych obecnie w ruinie - domy oficerskie, kwatery, kino, szpital,  wieża lotniska, a wokół  pozostałości po fortyfikacjach przeciwlotniczych. Na terenie pozostały duże ilości różnego typu amunicji i niewybuchy zagrażające życiu, które tkwią w ziemi w każdym zakątku półwyspu. Ochrona pilnuje, by nikt nie wchodził na półwysep o powierzchni ok. 1 tys. ha.

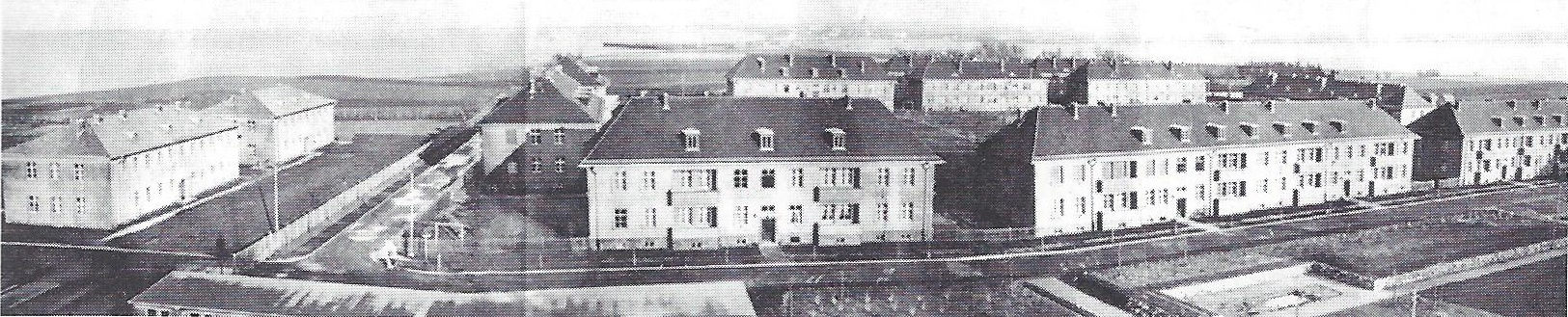
Koszary na Wustrow (1936)

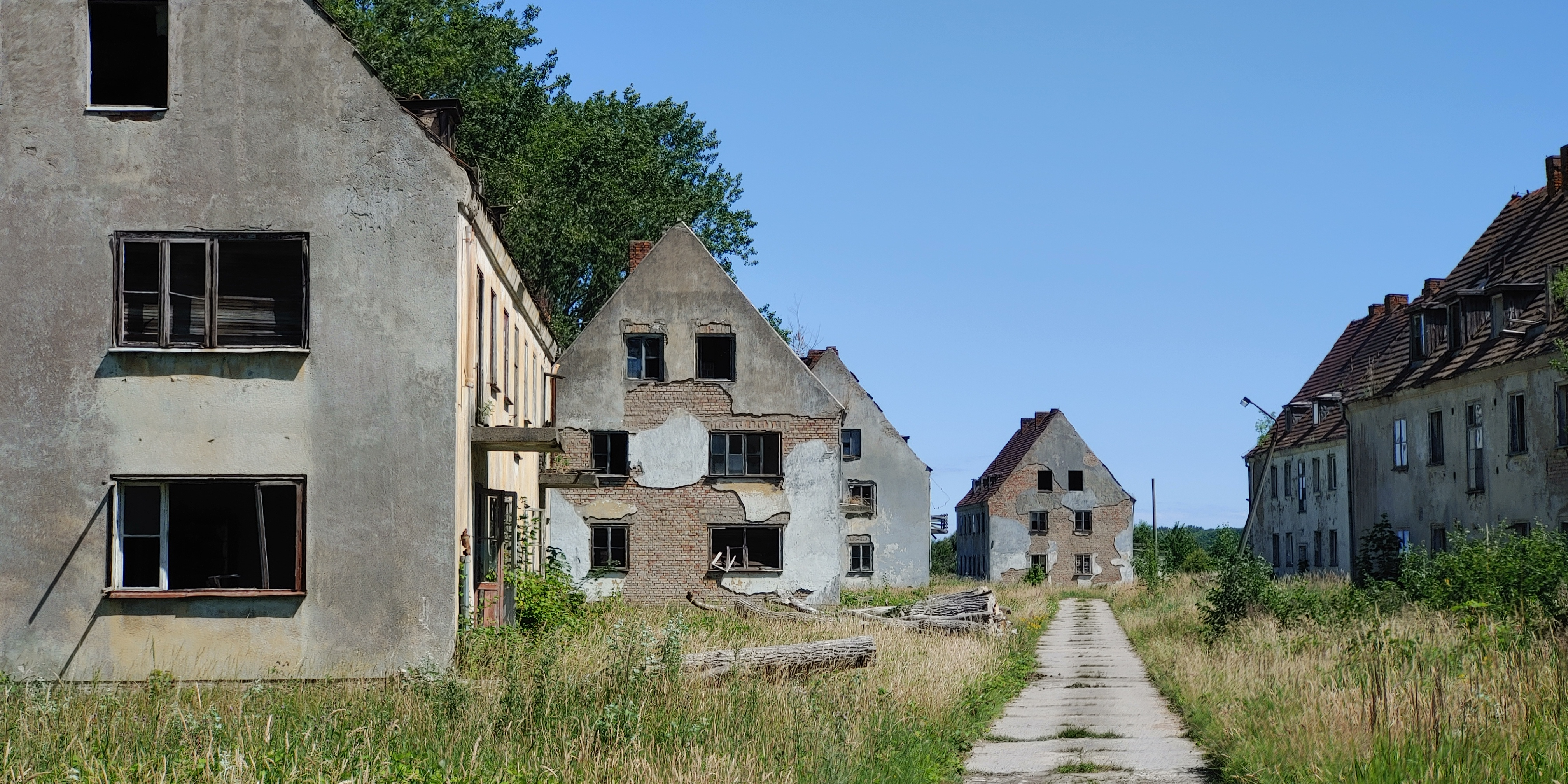
Koszary na półwyspie Wustrow - obecnie

W 1998 niemiecki przedsiębiorca z branży nieruchomości, zakupił półwysep. Planował tam stworzenie kurortu turystycznego z polem golfowym. Przekopano ponad 300 ha terenu na głębokość dwóch metrów celem oczyszczenia gruntu z pozostawionej w nim amunicji. Pozostała część terenu ok. 700 ha miała pozostać europejskim rezerwatem krajobrazowym, wciąż jednak "zaśmieconym" pozostałą tam amunicją.
Rada miejsca miasta Rerik odrzuciła te plany, twierdząc, że nie ma potrzeby tworzenia nowych kurortów turystycznych.
Od 2018 po części półwyspu jeździ konna bryczka, dzięki której turyści mogą zwiedzić półwysep Wustrow z przewodnikiem. Obowiązują  jednak surowe zasady zwiedzania, turyści muszą podpisać deklarację, że nie będą poruszać się po terenie na własną rękę. Wustrow można także obejrzeć z pokładu statku MS "Salzhaff", który odpływa z Rerik.
Obecnie pojawiła się nowa propozycja zagospodarowania półwyspu; studentka architektury z Hamburga przedstawiła koncepcję turystyki przyjaznej dla środowiska, między innymi ekologiczną farmę, szkołę surfingu i elektryczne promy dla turystów.
Przyszłość półwyspu Wustrow jest jednak niepewna, trwają nadal dyskusje, jakie będzie jego przyszłe wykorzystanie, ale do momentu całkowitego usunięcia amunicji i niewybuchów pozostanie "zakazanym półwyspem".